# Espinho (Mortágua)
Espinho es una freguesia portuguesa del concelho de Mortágua, con 41,40 km² de superficie y 1.412 habitantes (2001). Su densidad de población es de 34,1 hab/km².